# متنزه ليونارد هاريسون الحكومي
متنزه ليونارد هاريسون الحكومي هو متنزه حكومي يقع في مقاطعة تيوغا بولاية بنسلفانيا في الولايات المتحدة، ويحتل مساحة 585 فدانًا (237 هكتارًا) يقع على الحافة الشرقية لمضيق باين كريك، المعروف أيضًا باسم جراند كانيون بنسلفانيا، والذي يبلغ عمقه 800 قدم (240 مترًا) وعرضه حوالي 4000 قدم (1200 متر)، ويقع على حافته الغربية متنزه كولتون بوينت الحكومي المجاور لمتنزه ليونارد هاريسون الحكومي. يشتهر متنزه ليونارد هاريسون الحكومي بإطلالته المُميزة على مضيق باين كريك، ويوفر المتنزه لزائريه مساحات لممارسة العديد من الأنشطة كالمشي لمسافات طويلة وصيد الأسماك والصيد وركوب القوارب في المياه البيضاء والتخييم. يقع المنتزه في بلدتي شيبن وديلمار، على بُعد 16 كم غرب منطقة ويلسبورو عند الطرف الغربي لطريق بنسلفانيا 660.
يتدفق نهر اين كريك عبر متنزه ليونارد هاريسون الحكومي، وقد نحت المضيق داخل المتنزه خمسة تكوينات صخرية رئيسية تعود للعصرين الديفوني والكربوني. استخدم الأمريكيون الأصليون في الماضي طريق باين كريك الممتد على طول الخور، وهو نفس الطريق الذي استخدمه الحطابون لاحقًا، ثم أصبح مسارًا لخط سكة حديد بدءًا من عام 1883، وحتى عام 1988. ومنذ عام 1996، يمتد مسار باين كريك للسكك الحديدية بطول 63.4 ميلًا (102.0 كم) عبر متنزه ليونارد هاريسون الحكومي. أعتُمد مضيق باين كريك كمعلم طبيعي وطني في عام 1968، وأصبح محميًا أيضًا كمنطقة طبيعية تابعة لولاية بنسلفانيا وكمنطقة مهمة للطيور. يُعد نهر باين كريك أحد الأنهار البرية الخلابة في ولاية بنسلفانيا، كما يُعد المضيق موطنًا للعديد من أنواع النباتات والحيوانات، والتي أُعيد إدخال بعضها إلى المنطقة.
وعلى الرغم من ممارسة أنشطة قطع الأشجار بكثافة حول مضيق باين كريك خلال القرن التاسع عشر وفي بدايات القرن العشرين، فلا يزال المضيق حتى الآن مغطى بغابة ثانوية، ويعود الفضل في ذلك جزئيًا إلى جهود الحفاظ التي بذلها سلك الخدمة المدنية في ثلاثينيات القرن العشرين. سُمّيت متنزه ليونارد هاريسون الحكومي بهذا الاسم تيمنًا بليونارد هاريسون الذي كان حطابًا جاء من بلدة ويلسبورو لقطع أخشاب الغابة القائمة حول مضيق باين كريك، ثم أنشأ حديقة في ذلك الموقع وتبرع بها لولاية بنسلفانيا عام 1922. تولى بعد ذلك مجلس الحفاظ على التراث مسؤلية إدارة الحديقة وعمل على تطويرها وتحسينها وأنشأ بها العديد من المرافق الأصلية. وبعد حملة دعائية ناجحة أطلقتها حكومة بنسلفانيا في عام 1936، أصبح متنزه ليونارد هاريسون الحكومي مقصدا سياحيًا عالميا يأتي إليه مئات الآلاف من الزوار سنويًا من مختلف أنحاء العالم. أشاد مكتب الحدائق التابع لإدارة الحفاظ على الموارد الطبيعية في ولاية بنسلفانيا بالمناظر الخلابة التي يحتويها متنزه ليونارد هاريسون الحكومي وبإطلالاته الساحرة على مضيق باين كريك المعروف أيضًا باسم مضيق جراند كانيون بنسلفانيا. وقد اختار مكتب الحدائق التابع لإدارة الحفاظ على الموارد الطبيعية في ولاية بنسلفانيا متنزه ليونارد هاريسون الحكومي ضمن قائمة «25 حديقة في ولاية بنسلفانيا لا ينبغي أن تُفوّتك زيارتها».

## التاريخ

### الأمريكيون الأصليون
سكن البشر المنطقة التي تُعرف حاليًا بولاية بنسلفانيا منذ عام 10,000 قبل الميلاد على الأقل. كان المستوطنون الأوائل صيادين رحل من الهنود القدماء، وهو ما عُرف عنهم من خلال بقايا أدواتهم الحجرية. استخدم الصيادون وجامعو الثمار في العصر القديم، والذي استمر محليًا من عام 7000 قبل الميلاد وحتى عام 1000 قبل الميلاد، مجموعة أكبر من القطع الأثرية الحجرية الأكثر تطورًا. شهدت فترة الغابات انتقالًا تدريجيًا لهؤلاء السكان إلى القرى شبه الدائمة حيث قاموا بزراعة البساتين خلال الفترة ما بين عام 1000 قبل الميلاد وعام 1500 ميلاديًا. وتشمل الأدلة الأثرية التي عُثر عليها في الولاية، والتي تعود إلى تلك الحقبة، مجموعة متنوعة من أنواع وأنماط الفخار، وتلال الدفن، والأنابيب، والأقواس والسهام، والحلي.
يقع متنزه ليونارد هاريسون الحكومي في حوض تصريف نهر سسكويهانا الغربي، ويُعدّ أقدم السكان المُسجلين لتلك المنطقة هم شعب سسكويهانوك الناطق باللغة الإيروكواية، والذين كانوا مجتمعًا أموميًا عاشوا في قرى مُحاطة ببيوت طويلة واسعة، وسكنوا أحيانًا الجبال المحيطة بمضيق باين كريك، ثُمّ تناقصت أعدادهم بشكل كبير بسبب انتشار الأمراض والحروب والصراعات التي خاضوها ضد قبائل الإيروكوا الخمس، وبحلول عام 1675 كان أفراد قبيلة سسكويهانوك قد انقرضوا أو هاجروا أو اندمجوا في قبائل أخرى، وأصبحت أراضي وادي نهر سسكويهانا الغربي بعد ذلك تحت السيطرة الاسمية لقبائل الإيروكوا. عاش الإيروكوا في بيوت طويلة، وخاصة في المنطقة التي عُرفت لاحقًا بولاية نيويورك، وكانوا مترابطين ومتحدين بشدة مما منحهم قوة تفوق عددهم، وقد استخدموا، هم وقبائل أخرى، الطريق الذي يمر عبر مضيق باين كريك إلى نهر جينيسي في نيويورك الحديثة شمالًا، كما استخدموا مسار شاموكين العظيم الممتد على طول نهر سسكويهانا الغربي جنوبًا. اعتقدت قبيلة سينيكا، وهي إحدى قبائل الإيروكوا، أن مضيق باين كريك يمثل أرضًا مقدسة، لذلك لم تنشئ القبيلة مستوطنة دائمة لها هناك قط، على الرغم من أنهم استخدموا الطريق الذي يمر عبر المضيق وأقاموا معسكرات صيد موسمية على امتداده، كان من بينها معسكرًا يقع شمال المتنزه مباشرة بالقرب مما يُعرف الآن بقرية أنسونيا. ولملء الفراغ الذي خلفه زوال قبيلة سسكويهانوكس، شجع الإيروكوا القبائل النازحة من الشرق على الاستقرار في مستجمع المياه الواقع في الغرب، مثل قبيلة شاوني وقبيلة لينابي (أو ديلاوير).
أدت الحرب الفرنسية والهندية (1754-1763) إلى هجرة العديد من الأمريكيين الأصليين غربًا إلى حوض نهر أوهايو. وفي 5 نوفمبر (تشرين الثاني) 1768، حصل البريطانيون على حق الشراء الجديد للأراضي من شعب الإيروكوا بموجب معاهدة فورت ستانويكس، بما في ذلك المنطقة التي تضم حاليا متنزه ليونارد هاريسون الحكومي. كان خط الشراء الذي حددته هذه المعاهدة محل نزاع، إذ لم يكن واضحًا ما إذا كانت الحدود الممتدة على طول خور تيادغتون تشير إلى خور باين الحالي أم خور لايكومينغ، الواقع شرقًا. ونتيجةً لذلك، ظلت الأرض الواقعة بينهما منطقةً متنازعًا عليها حتى عام 1784 عندما عُقدت معاهدة حصن ستانويكس الثانية. وبعد حرب الاستقلال الأمريكية، غادر الأمريكيون الأصليون بنسلفانيا بالكامل تقريبًا، على الرغم من بقاء بعض المجموعات المعزولة من السكان الأصليين في مضيق باين كريك حتى حرب عام 1812.